# Een kleine geschiedenis van bijna alles
Een kleine geschiedenis van bijna alles (A short history of nearly everything) is een populairwetenschappelijk boek van Bill Bryson uit 2003, een Amerikaanse schrijver van reisboeken alsmede van boeken over Engelse taal en wetenschappelijke onderwerpen. Het boek werd oorspronkelijk in het Engels uitgegeven door Doubleday in Londen. Het werd later in verschillende talen vertaald.

## Achtergrond
Het boek beschrijft verschillende aspecten van de wetenschap. Bryson heeft zelf geen wetenschappelijke opleiding en schreef het boek omdat hij ontevreden was over de vaak ontoegankelijke wijze waarin -op zich heel interessante- wetenschap vaak wordt beschreven, waardoor niet-wetenschappers (zoals Bryson zelf) vaak afhaken. Bryson zei over een wetenschappelijk boek dat hij ooit las:
"Het leek wel of de auteur van het tekstboek de leuke dingen geheim wilde houden door het in een onbegrijpelijke onleesbare vorm te gieten"
Bryson besteedde dan ook heel wat aandacht aan het schrijven van een boek dat ook voor totale leken toegankelijk is. Hij werkte bij het schrijven samen met verschillende wetenschappers om ervoor te zorgen dat de inhoud wel wetenschappelijk accuraat blijft, hoewel er wel een aantal foutjes in staan.

## Inhoud
In het boek komen diverse onderwerpen aan bod: van sterrenstelsels, het ontstaan van de aarde tot atomen. Hij besteedt heel wat aandacht aan bekende wetenschappers, zoals Edwin Hubble, Max Planck, Marie Curie, Isaac Newton, Kelvin en Albert Einstein. Hij zoomt daarbij vaak in op de wat excentrieke kanten van de beschreven personen waardoor het boek soms een komisch tintje heeft. Zo beschrijft hij dat mensen die de sociaal minder vaardige Henry Cavendish wilden aanspreken dit niet direct mochten doen omdat dit te bedreigend zou zijn, maar dat ze in zijn buurt hardop in het luchtledige moesten beginnen te praten, zodat hij de keuze had om erop in te gaan of niet.
In 2006 kwam er een geïllustreerde uitgave van het boek uit. In 2008 kwam het boek Een heel kleine geschiedenis van bijna alles (A really short history of nearly everything) uit, dit is hetzelfde boek maar dan zo geschreven dat het voor kinderen begrijpbaar is en aangevuld met illustraties.

## Prijzen
Het boek werd een bestseller en ontving enkele prijzen:
- In 2004 werd het bekroond met de Aventis-prijs van de Royal Society Prizes for Science Books.[4]
- In 2005 kreeg het de Descartesprijs voor wetenschapscommunicatie van de Europese Unie.[5]